# بوتلاس
بوتلاس (به لاتین: Bütlasse) یک کوه در سوئیس است که در کانتون برن واقع شده‌است. بوتلاس ۳٬۱۹۳ متر بالاتر از سطح دریا واقع شده‌است.